# Neoraimondia herzogiana
Neoraimondia herzogiana (Backeb.) Buxb., es una especie fanerógama perteneciente a la familia Cactaceae. Es endémica de Bolivia, donde es conocida comúnmente con el nombre de caraparí.

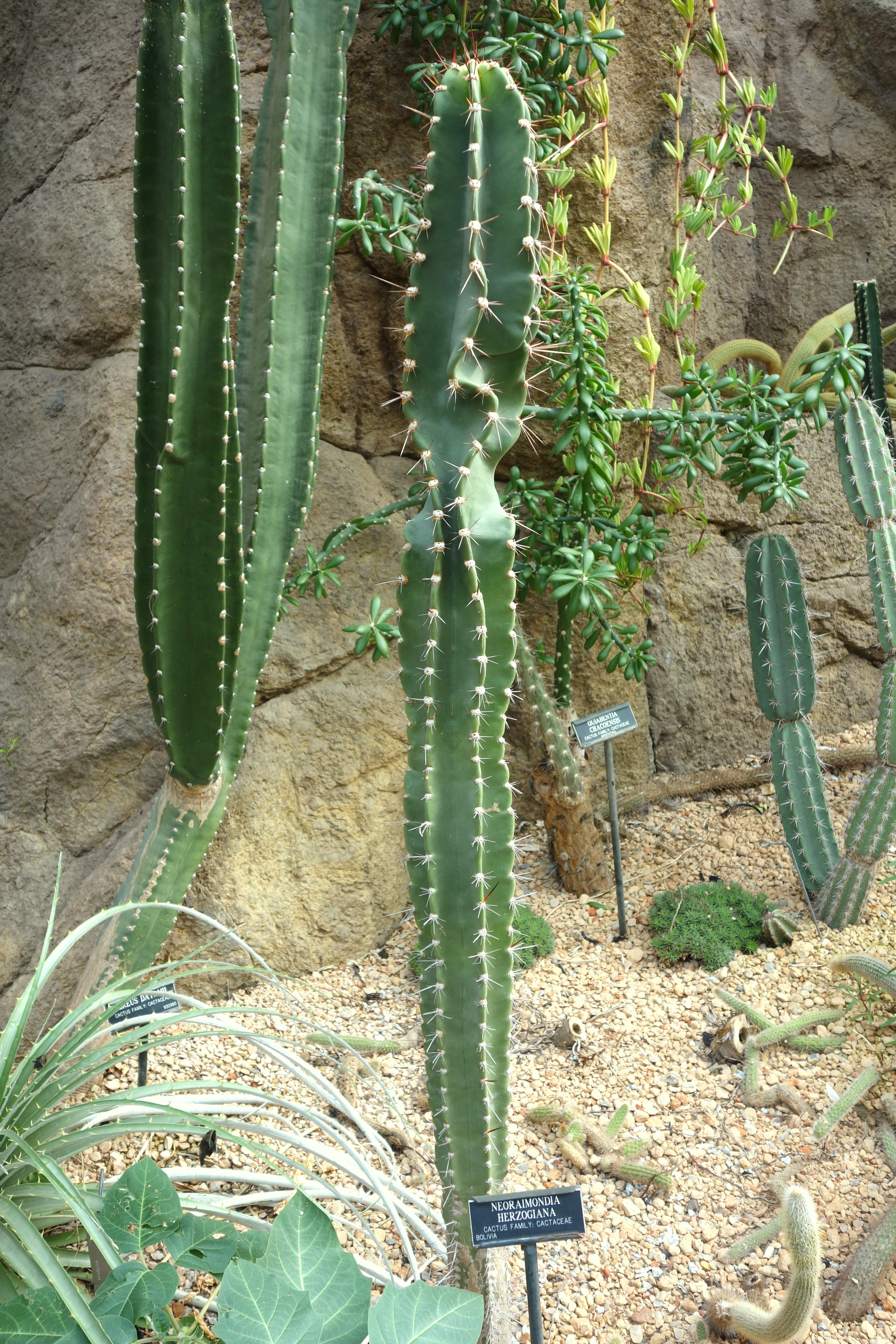
Vista de la planta

## Descripción
Es un arbusto que crece en forma de árbol, con forma de candelabro, perenne y carnoso que alcanza los 15 m de altura, con un diámetro de 15 a 20 centímetros. Tiene 6-7  costillas y las areolas tienen de 3 a 5 espinas centrales y de 7 a 10 espinas radiales de 1-2 cm. Las flores de color blanco o rosa de 6 cm de diámetro, son seguidas de frutos comestibles.

## Distribución
Neoraimondia herzogiana se encuentra en los valles interandinos de Bolivia, en los departamentos de Cochabamba, Chuquisaca, Potosí, Santa Cruz y Tarija distribuida a altitudes de 600-1900 m s. n. m. La especie crece dentro del Área Protegida de El Palmar. También se encuentra en el Área protegida "Monte Willca", alrededores del río Chico a unos 50 km de Sucre.

## Taxonomía
Neoraimondia herzogiana fue descrita por (Backeb.) Buxb. y publicado en Katalog der in Kultur stehenden Arten 89. 1967.
Etimología
Neoraimondia: nombre genérico que fue nombrado en honor al explorador, naturalista y científico peruano nacido en Italia, Antonio Raimondi.
herzogiana: epíteto otorgado en honor del botánico Theodor Carl Julius Herzog.
Sinonimia
- Neocardenasia herzogiana[4][5][6]